# Liste der Abgeordneten zum Vorarlberger Landtag (XVI. Gesetzgebungsperiode)
Diese Liste bietet einen Überblick über die Mitglieder des XVI. Vorarlberger Landtags in der Legislaturperiode von 1945 bis 1949.
Der 16. Vorarlberger Landtag wurde bei der Landtagswahl am 25. November 1945 gewählt und hielt am 11. Dezember desselben Jahres seine konstituierende Sitzung ab. Ulrich Ilg von der ÖVP Vorarlberg wurde in dieser Sitzung sowohl zum Landtagspräsidenten wie auch zum Landeshauptmann gewählt. Zugleich wurden auch die anderen Mitglieder der Landesregierung Ilg I und sämtliche gewählten Abgeordneten vereidigt. Im ersten Landtag nach dem Zweiten Weltkrieg waren nur Mitglieder der ÖVP und der SPÖ vertreten, wobei die Volkspartei mit 19 von 26 Mandaten über eine Zweidrittelmehrheit verfügte.

## Funktionen

### Landtagsabgeordnete
| Name                     | Fraktion | Anmerkungen                                                     |
| ------------------------ | -------- | --------------------------------------------------------------- |
| Amann Gebhard            | ÖVP      |                                                                 |
| Bertsch Jakob            | SPÖ      | 2. Landtagsvizepräsident, Landtagsklubvorsitzender der SPÖ      |
| Ciresa Hans              | SPÖ      | ab 21. Oktober 1948 für Gebhard Grabher                         |
| Draxler Hans             | SPÖ      | zugleich auch Landesrat ohne Geschäftsbereich                   |
| Feuerstein Josef Andreas | ÖVP      | 1. Landtagsvizepräsident                                        |
| Fink Josef               | ÖVP      |                                                                 |
| Fritz Gedeon             | ÖVP      |                                                                 |
| Grabher Gebhard          | SPÖ      | bis 21. Oktober 1948 (Mandatsniederlegung)                      |
| Greußing Josef           | SPÖ      |                                                                 |
| Ilg Ulrich               | ÖVP      | Landtagspräsident, zugleich auch Landeshauptmann                |
| Juen Rudolf              | ÖVP      |                                                                 |
| Katzengruber Franz       | SPÖ      |                                                                 |
| Keßler Josef             | ÖVP      |                                                                 |
| Leißing Eugen            | ÖVP      | zugleich auch Regierungsreferent für kulturelle Angelegenheiten |
| Mähr Andreas Josef       | ÖVP      |                                                                 |
| Muther Xaver             | ÖVP      |                                                                 |
| Nagele Michael           | SPÖ      |                                                                 |
| Peintner Josef           | ÖVP      |                                                                 |
| Rauch Josef              | ÖVP      |                                                                 |
| Rhomberg Armin           | ÖVP      |                                                                 |
| Schwärzler Kaspar        | ÖVP      |                                                                 |
| Schwärzler Vinzenz       | ÖVP      | Klubobmann der ÖVP-Landtagsfraktion                             |
| Sprenger Andreas         | ÖVP      | zugleich auch Landesrat ohne Geschäftsbereich                   |
| Ulmer Eduard             | ÖVP      | zugleich auch Landesrat für Wirtschaft                          |
| Vögel Adolf              | ÖVP      | zugleich auch Landesrat für Finanzen und Hochbau                |
| Würbel Karl              | SPÖ      |                                                                 |
| Zerlauth Karl            | ÖVP      | zugleich auch Regierungsreferent für Ernährung                  |